# Фанас
Фанас (нем. Fanas) — бывшая коммуна в Швейцарии, в кантоне Граубюнден. В 2011 году вместе с коммуной Вальцайна вошла в состав коммуны Грюш.
Входит в состав региона Преттигау-Давос (до 2015 года входила в округ Преттигау-Давос). Население составляло 388 человек (на 31 декабря 2006 года). Официальный код — 3971.